# 해남고등학교
해남고등학교(海南高等學校)는 대한민국 전라남도 해남군 해남읍 구교리에 있는 공립 고등학교이다.

## 학교 연혁
- 1946년 7월 1일 : 해남공립농업실수학교로 개교(12학급) 제1대 황채연 교장 부임
- 1946년 11월 1일 : 6년제 중학교로 설립 인가
- 1951년 11월 1일 : 해남고등학교 설립 인가(9학급)
- 1973년 9월 1일 : 중 · 고 분리로 해남고등학교로 명칭 변경
- 1991년 10월 1일 : 학칙변경으로 24학급 인가 (보통과 16학급, 기계과 8학급 남녀 인가)
- 1993년 3월 1일 : 학칙 변경으로 해남여자고등학교 흡수 통합, 30학급 인가(남 10학급, 여 20학급)
- 2007년 9월 1일 : 전라남도교육청 ´자율학교´ 지정
- 2008년 8월 26일 : 교육과학기술부 ´기숙형공립고´ 지정
- 2012년 1월 17일 : ´전남형 자율형공립고´ 지정
- 2012년 8월 22일 : 교육과학기술부 ´자율형공립고´ 지정
- 2013년 3월 1일 : 북평상업고등학교 폐지, 정보과 1학급 운영
- 2015년 12월 9일 : 전라남도교육청 지정 거점고등학교 신축 교사 이전
- 2024년 9월 1일 : 제32대 양동윤 교장 부임
- 2025년 2월 6일 : 제74회 175명 졸업(졸업생 총수 27,068명)
- 2025년 3월 4일 : 신입생 181명(9학급) 입학

## 참고 자료
- 해남고등학교 - 한국교육학술정보원 학교알리미